# Antoine Lavieu
Antoine Lavieu (Boulogne-sur-Mer, 28 de septiembre de 1990) es un ciclista francés que fue profesional entre 2011 y 2014. Debutó como profesional en el año 2011 de la mano del equipo Cofidis en calidad de stagiaire. 

## Palmarés
2011
- Vuelta a Navarra[1]
- 1 etapa del Giro del Valle de Aosta

## Equipos
- Cofidis (stagiaire) (08.2011-12.2011)
- La Pomme Marseille 13 (2013-2014)